# Episodi di Spartacus (terza stagione)
La terza e ultima stagione della serie televisiva Spartacus, intitolata Spartacus - La guerra dei dannati (Spartacus: War of the Damned), composta da dieci episodi, è stata trasmessa dal canale statunitense via cavo Starz dal 25 gennaio al 12 aprile 2013.
In Italia, la stagione è andata in onda sul canale satellitare Sky Uno dal 14 maggio al 16 luglio 2013 nella sua versione censurata, e dal 16 maggio al 18 luglio 2013 nella versione integrale senza censure. In chiaro è stata trasmessa su Cielo dal 12 gennaio al 16 marzo 2014.
Gli antagonisti principali sono: Marco Licinio Crasso, Tiberio, Gaio Giulio Cesare, Gneo Pompeo e la Repubblica Romana.
| nº | Titolo originale       | Titolo italiano    | Prima TV USA     | Prima TV Italia |
| -- | ---------------------- | ------------------ | ---------------- | --------------- |
| 1  | Enemies of Rome        | Nemici di Roma     | 25 gennaio 2013  | 14 maggio 2013  |
| 2  | Wolves at the Gate     | Lupi alla porta    | 1º febbraio 2013 | 21 maggio 2013  |
| 3  | Men of Honor           | Uomini d'onore     | 8 febbraio 2013  | 28 maggio 2013  |
| 4  | Decimation             | Decimazione        | 22 febbraio 2013 | 4 giugno 2013   |
| 5  | Blood Brothers         | Fratelli di sangue | 1º marzo 2013    | 11 giugno 2013  |
| 6  | Spoils of War          | Bottino di guerra  | 8 marzo 2013     | 18 giugno 2013  |
| 7  | Mors Indecepta         | Morte ineluttabile | 15 marzo 2013    | 25 giugno 2013  |
| 8  | Separate Paths         | Strade diverse     | 22 marzo 2013    | 2 luglio 2013   |
| 9  | The Dead and the Dying | Morti e morituri   | 5 aprile 2013    | 9 luglio 2013   |
| 10 | Victory                | La vittoria        | 12 aprile 2013   | 16 luglio 2013  |

## Nemici di Roma
- Titolo originale: Enemies of Rome
- Diretto da: Mark Beesley
- Scritto da: Steven S. DeKnight

### Trama
Dopo la morte di Glabro, la Repubblica Romana continua a mandare i suoi generali per fermare la rivolta degli schiavi, ma ormai Spartacus è riuscito a creare un esercito di migliaia di uomini, in grado di competere contro le legioni romane. I generali Furio e Cossinio sfidano inutilmente i ribelli perdendo molti uomini, così si ritirano in una villa. Sapendo di non riuscire a competere con gli schiavi, mandano il senatore Metello a chiedere aiuto a Marco Licinio Crasso, il quale accetta la proposta di aiutare i due generali in difficoltà con diecimila uomini. Crasso manda dei messaggeri affinché la sua risposta arrivi, ma i ribelli riescono a intercettare e a scovare il nascondiglio di Furio e Cossinio. Spartacus, Crisso e Gannicus sfruttando l'ombra della notte, riescono a intrufolarsi nella villa e a massacrare tutti i soldati romani, i due generali si arrendono e chiedono di essere liberati, ma Spartacus compie la sua missione tagliando le loro teste. Essendo morti Furio e Cossinio, Crasso viene nominato capo dell'esercito con la massima autorità. In realtà Crasso aveva volontariamente fatto sì che Spartacus intercettasse i messaggeri, cosicché uccidesse i due generali, lasciando così campo libero a lui come capo supremo dell'esercito. Spartacus non intende affrontare Crasso con l'approssimarsi dell'inverno, poiché freddo e fame durante una battaglia di simili proporzioni sarebbero una condanna sicura, perciò decide di trovare rifugio con cibo, acqua e luoghi in cui riposare. Spartacus rivela a Gannicus, Crisso e Agron il suo piano: conquistare una città romana.
- Ascolti USA: telespettatori 930.000 – rating 18-49 anni 0,3%[3]

## Lupi alla porta
- Titolo originale: Wolves at the Gate
- Diretto da: Jesse Warn
- Scritto da: Aaron Helbing e Todd Helbing

### Trama
Spartacus e i suoi seguaci intendono prendere il controllo della città murata e costiera di Sinuessa, con l'aiuto di uno schiavo locale fuggito di nome Diotimos. Presentandosi come un mercante ricco, Spartacus, insieme a Crisso e a Gannicus, esplora la città ed è disgustato dalla crudeltà dell'elite romana sugli schiavi. Spartacus elude le misure rigorose di sicurezza grazie al maniscalco Attius e inizia un attacco spietato per poter aprire le porte della città, serrate per via del coprifuoco. Nonostante alcune complicazioni, le tattiche funzionano e gli schiavi prendono la città dopo una feroce battaglia notturna. Anche se alcuni ribelli vogliono massacrare tutti i cittadini di Sinuessa, Spartacus invece prende alcuni di loro prigionieri. 
Nel frattempo a Roma, Crasso completa la preparazione dell'esercito legionario proprio mentre Tiberio spera che il suo aiuto sarà premiato con il secondo grado, ma teme di essere messo da parte, in favore del giovane Giulio Cesare. Cesare ha bisogno di un alleato ricco e ambizioso per pagare i suoi debiti e finanziare la sua campagna politica, ma perde punti con Crasso minacciando la sua schiava/amante Kore che, a differenza della moglie di Crasso, è stata invitata a unirsi al treno dell'esercito.
- Ascolti USA: telespettatori 822.000 – rating 18-49 anni 0,3%[4]

## Uomini d'onore
- Titolo originale: Men of Honor
- Diretto da: John Fawcett
- Scritto da: Brent Fletcher

### Trama
Crasso invia Tiberio e Cesare in avanscoperta per osservare i ribelli e riferire le loro mosse, ma Cesare non sopporta di essere stato posto come vice di un ragazzo.
Malgrado le istruzioni esplicite di Spartacus, i sopravvissuti cittadini romani soffrono per una eccessiva crudeltà, soprattutto da parte di Crisso e Naevia. Questo porterà i cittadini romani prigionieri a cercare un nascondiglio, aiutati da Laeta, donna aristocratica romana. Quest'ultima, testimone della morte del marito Ennio per mano di Spartacus, ruba il pane alle cucine dei ribelli per dare loro da mangiare.  
Quando arrivano a Sinuessa dei pirati Cilici, Spartacus viene a conoscenza che il capitano Eraclio aveva un accordo segreto con Ennio per usare il suo sigillo e vendere i loro bottini sul mercato. Eraclio offre un'alleanza e Spartacus accetta di acquistare i rifornimenti necessari da loro. Quando si incontrano fuori della città per concludere l'accordo, sono osservati dall'impaziente Tiberio, che decide di attaccare. L'artiglieria della flotta pirata tuttavia fa la differenza quando inizia a catapultare palle infuocate sull'esercito romano. Tiberio è ferito in modo critico da uno dei ribelli e viene salvato dal suo migliore amico, che lo convince a ritirarsi. 
Naevia, ancora traumatizzata dal passato, uccide l'innocente Attius, accusandolo di aver aiutato i romani per soldi.
- Ascolti USA: telespettatori 950.000 – rating 18-49 anni 0,3%[5]

## Decimazione
- Titolo originale: Decimation
- Diretto da: Michael Hurst
- Scritto da: Seamus Kevin Fahey

### Trama
Sebbene i prodotti alimentari di Sinuessa si stiano esaurendo e il capitano pirata cilico Eraclio non possa procurarne abbastanza (a eccezione del vino) anche a prezzi più elevati, Spartacus ordina che i nuovi schiavi siano ammessi dopo aver controllato i loro marchi. Tra loro, Giulio Cesare riesce a infiltrarsi, facendosi passare per uno schiavo che si è strappato la pelle su cui era posto il suo marchio. 
Come punizione per l'attacco non autorizzato che ha portato alla morte inutile di molti soldati romani, Crasso ordina al figlio e ai soldati che hanno partecipato all'attacco una decimazione, dove 10 soldati romani saranno casualmente scelti dalle 10 legioni e giustiziati per la loro viltà, come conseguenza dell'attacco fallito. Tiberio è costretto a partecipare all'esecuzione del suo migliore amico Sabino. 
Cominciano a emergere dei dissidi tra le file dei ribelli spartachisti in merito al trattamento da riservare ai prigionieri romani di Sinuessa; Cesare scopre e alimenta la divisione nel campo di Spartacus. Crisso, dal canto suo, non condividendo l'atteggiamento clemente e passivo di Spartacus, decide di fomentare i gladiatori contro i prigionieri provocando lo sterminio della maggior parte dei romani prigionieri, ma Spartacus interviene prontamente a sedare il massacro infierendo con parole sprezzanti su un infuriato Crisso. Tutto questo fa sorgere il dubbio al trace che Crisso non debba più essere un generale con capacità decisionali, per via della sua mente annebbiata dalla vendetta. Dopo che Spartacus salva Laeta, Crisso dice a Naevia che è giunto il momento di creare il loro percorso nella ribellione.
- Ascolti USA: telespettatori 880.000 – rating 18-49 anni 0,3%[6]

## Fratelli di sangue
- Titolo originale: Blood Brothers
- Diretto da: TJ Scott
- Scritto da: Alliison Miller

### Trama
Tra Spartacus e Crisso la situazione sembra essere tornata quella di un tempo, freddezza e sguardi eloquenti. Spartacus dal canto suo decide di dirigersi in Sicilia per attaccare i rifornimenti diretti all'esercito di Crasso, tentando di spostare le sue forze e allo stesso tempo di rifocillare le proprie. Gaio Giulio Cesare, attraverso ingegno e astuzia, fa in modo che tutti coloro rimasti all'oscuro dei piani di Spartacus, tra cui lo stesso Crisso, siano informati.
Al rientro di Spartacus la situazione pare peggiorare quando egli stesso decide di liberare i prigionieri romani, riscontrando notevole resistenza in Crisso e i suoi seguaci. Tutto, però, faceva parte di un astuto piano ideato da Spartacus stesso, di cui solo Agron e Gannicus ne erano al corrente; egli infatti ha fatto sì che i prigionieri riferissero dei dissidi interni alle forze spartachiste e che l'esercito romano si avventurasse in un imprudente attacco.
Contemporaneamente Crasso aveva corrotto i pirati cilici i quali giungono al porto di Sinuessa con un carico alquanto speciale: un manipolo di legionari romani. Spartacus è isolato e ferito da una pugnalata alle spalle di Cesare, ma intervengono prontamente Crisso e i suoi uomini che uccidono gli ultimi nemici e permettono la fuga ai sopravvissuti.
- Ascolti USA: telespettatori 1.018.000 – rating 18-49 anni 0,4%[7]

## Bottino di guerra
- Titolo originale: Spoils of War
- Diretto da: Mark Beesley
- Scritto da: Jed Whedon

### Trama
Mentre Crasso conduce un attacco totale per riprendere la città di Sinuessa occupata dai ribelli, Gannicus rimane indietro per coprire il ritiro di Spartacus e la maggior parte dei guerrieri in montagna. Tuttavia, Gannicus è costretto a nascondersi dietro le linee nemiche con Sibilla mentre aspetta la possibilità di allontanarsi.
Crasso ricompensa Eraclio per la sua collaborazione con loro e dandogli la "traditrice" Laeta che viene marchiata come schiava per il suo aiuto a Spartacus. Gannicus fa la sua mossa e riesce a uccidere il capitano pirata salvando la nuova "schiava" Laeta, che si ferisce durante la fuga.
Nel frattempo, Tiberio è stato incaricato da Crasso di tenere una celebrazione in onore della vittoria di Cesare per la riconquista della città, dove quest'ultimo sfida un ribelle superstite in un duello. Crasso, durante la celebrazione, corrompe il senatore Metello per condividere il saccheggio di tutta la città.
Gannicus, Sibilla e Laeta scappano e rientrano nel nuovo campo dei ribelli su una remota catena montuosa, in pieno inverno.
- Ascolti USA: telespettatori 870.000 – rating 18-49 anni 0,3%[8]

## Morte ineluttabile
- Titolo originale: Mors Indecepta
- Diretto da: Jesse Warn
- Scritto da: David Kob e Mark Leitner

### Trama
Con le forze ribelli intrappolate in un imponente crinale innevato, Spartacus e Crisso discutono fra loro sul metodo di fuga. Crasso è fiducioso che la trincea e la palizzata che aveva costruito in segreto conterrà l'esercito di Spartacus e tenderà con successo una trappola avanzando pericolosamente la tenda del suo generale.
Per vedere i suoi debiti pagati, Cesare controlla la sua furia, essendo relegato a un comando inferiore, mentre Tiberio è reintegrato come generale braccio destro di Crasso.
Nel frattempo, Kore cospira con Cesare per esporre la violenza di Tiberio, ma sentendo che il suo amante ammette che il suo orgoglio paterno perdonerà ogni difetto del figlio, decide invece di scappare nel campo dei ribelli. Qui Spartacus supera l'impazienza di Crisso, che culmina in una sanguinosa rissa.
Una tempesta di neve uccide qualche migliaio di ribelli più deboli, ma i loro corpi congelati ottengono la vendetta colmando la trincea, così gli uomini di Spartacus si liberano e scappano di nuovo.
- Ascolti USA: telespettatori 1.089.000 – rating 18-49 anni 0,5%[9]

## Strade diverse
- Titolo originale: Separate Paths
- Diretto da: TJ Scott
- Scritto da: Brent Fletcher

### Trama
Alcuni mesi più tardi, quando arriva la primavera, Spartacus e i ribelli arrivano a un crocevia nella loro ricerca, mentre un Crasso implacabile spinge con forza i suoi uomini nel perseguimento di Spartacus e delle sue forze. Crisso e Spartacus decidono di separarsi, ciascun uomo sceglie il proprio cammino; Crisso sceglie di avanzare a Roma (con i suoi seguaci tra cui Naevia e Agron), mentre Spartacus si dirige verso altri posti per portare i suoi seguaci lontani dal paese. Mentre i ribelli celebrano dopo aver catturato un'altra città, Laeta e Spartacus scoprono i loro sentimenti reciproci e hanno un rapporto sessuale per la prima volta. Il conflitto personale tra Tiberio e Cesare si intensifica, al punto che il ragazzo umilia profondamente Cesare, violentandolo.
Crisso e i suoi seguaci sconfiggono diversi eserciti prima dell'arrivo delle truppe di Crasso. Durante la battaglia, Agron viene ferito e Crisso si arma di una lancia per uccidere Crasso, in modo da "reclamare la vittoria parziale" per la battaglia perdente. Viene però fermato da Cesare, il quale sferra il primo colpo sul gallo; Naevia lo aiuta, ma infine ha la meglio il romano. Tuttavia, Crisso sopraffà Cesare in un breve scontro, ma prima di poterlo finire viene trafitto alle spalle da Tiberio con una lancia, che dice a Cesare che non è ancora giunto il momento della sua fine. Crasso ordina a Tiberio di decapitare Crisso di fronte a Naevia e la morte di Crisso viene mostrata riflessa nei suoi occhi.
- Ascolti USA: telespettatori 1.090.000 – rating 18-49 anni 0,4%[10]

## Morti e morituri
- Titolo originale: The Dead and the Dying
- Diretto da: Michael Hurst
- Scritto da: Jeffrey Bell

### Trama
In una radura, un piccolo manipolo di legionari di Pompeo Magno viene attaccato e ucciso da Spartacus e i suoi. Nel frattempo, Crasso manda Naevia indietro, portando la testa di Crisso come messaggio per Spartacus, il quale tende un tranello a Crasso con lo scopo di rapirlo e ucciderlo. A farne le spese è però il figlio Tiberio, che insieme a un gruppo dei suoi soldati viene fatto prigioniero, per poter essere utilizzati nei giochi che gli schiavi ribelli hanno deciso di organizzare in onore dei compagni caduti. Durante l'ultimo scontro tra Tiberio e Naevia, che vuole vendicare Crisso, Spartacus riceve un messaggio di Cesare, inviato da Crasso, il quale gli propone di scambiare il figlio con 500 schiavi fatti prigionieri durante l'ultima battaglia. A malincuore, Naevia risparmia la vita a Tiberio ma, mentre sta per essere liberato, Kore gli si scaglia addosso e lo trafigge con un pugnale, uccidendolo. Il patto sarà comunque rispettato, perché Kore offrirà sé stessa come merce di scambio. Il rapporto tra lei e Crasso, tuttavia, cambierà per sempre, perché, pur sollevato di riaverla con sé, il generale le impone di chiamarlo padrone, da quel momento in poi. Intanto, riabbracciati i compagni liberati, Spartacus e i suoi rendono onore ai compagni caduti e si preparano allo scontro finale.
- Ascolti USA: telespettatori 1.070.000 – rating 18-49 anni 0,4%[11]

## La vittoria
- Titolo originale: Victory
- Diretto da: Rick Jacobson
- Scritto da: Steven S. DeKnight

### Trama
Spartacus decide di prepararsi per l'ultima grande battaglia contro Roma, dividendo i ribelli in due gruppi: uno sarebbe stato il gruppo di guerrieri che avrebbe intrapreso l'ultimo scontro con Crasso, l'altro formato da donne, bambini e uomini non in grado di combattere che, guidato da Laeta, Agron, Nasir e Sibilla, avrebbe dovuto valicare le montagne per raggiungere la libertà. I ribelli iniziano ad attaccare le ville dei romani dividendosi in più gruppi e attaccando quasi in contemporanea, rivendicando ogni attacco come quello di "Spartacus". In questo modo Crasso si ritrova senza punti di riferimento, non capendo come il trace possa percorrere così tanti chilometri in così poco tempo. Una staffetta romana riesce però a intravedere i ribelli riunirsi in Lucania, e Crasso decide di marciare immediatamente con tutte le sue truppe verso l'ultima battaglia della ribellione.
Intanto Agron, fortemente debilitato dalla crocefissione subita nei campi dei romani, non è più in grado di reggere una spada, ma Nasir riesce a fabbricargli uno scudo con una spada conficcata in grado di essere retto senza problemi e da fungere sia da difesa sia da attacco (lo scudo ha dipinto lo stesso serpente rosso della premonizione di Sura). In tal modo Agron rientra nelle file dei guerrieri guidati da Spartacus con Nasir al suo seguito, poco prima che i due gruppi di ribelli si dividano. La notte prima della battaglia, Crasso richiede un incontro con Spartacus, accettato dal trace. I due si incontrano su un colle e, dopo aver dimostrato entrambi rispetto per il nemico allontanando le loro rispettive guardie del corpo, iniziano una discussione sui motivi della ribellione e sui suoi esiti finali. Infine i due si riconoscono come praticamente identici e si salutano alla maniera dei gladiatori; Spartacus si lascia sfuggire che Tiberio è stato ucciso da una donna e non da un uomo, come Cesare e Kore avevano fatto credere a Crasso. Il generale corre immediatamente nella sua tenda dove ad aspettarlo ci sono Kore e Cesare e, visibilmente sotto pressione, la schiava confessa di essere stata lei a uccidere Tiberio perché quest'ultimo l'aveva più volte posseduta con la forza. Crasso sorpreso prende atto della doppiezza del figlio e perdona Kore, baciandola.
Le truppe di Crasso e quelle di Spartacus si trovano finalmente faccia a faccia sulle terre aride della Lucania. Con una serie di trabocchetti e di mosse tattiche le truppe ribelli sembrano avere la meglio: Spartacus, Agron e Nasir conducono l'attacco frontale mentre Gannicus, Naevia e Saxa sorprendono i romani attaccandoli alle spalle e sabotando le loro catapulte e baliste. La superiorità numerica dei romani inizia però a farsi sentire, e molti ribelli perdono la vita (Lugo viene colpito da una catapulta e trafitto dai soldati romani, Saxa viene trapassata da una lancia e muore tra le braccia di Gannicus mentre Naevia viene prima ferita e poi uccisa da Cesare con la stessa spada con la quale Tiberio decapitò Crisso). Spartacus intravede Crasso tra la battaglia e lo insegue fino a un colle dove, seppur venendo ferito più volte, riesce a uccidere tutta la scorta del generale, rimanendo faccia a faccia con lui. Crasso sembra avere la meglio (Spartacus è stanco e ferito) ma, con le immagini delle morti di Mira, di Varro e di Sura nella testa, il trace ritrova le forze, disarma Crasso e si appresta a sferrare il colpo finale, ma Crasso blocca il fendente con le mani in maniera identica a quanto aveva già fatto contro Ilarus, disarma Spartacus e gli ritorce la spada contro. Il generale sembra convinto di aver vinto, ma viene sorpreso dalla mossa del trace che blocca a sua volta il colpo con le sue stesse mani, come appena fatto da Crasso. Spartacus sconfigge il generale romano e lo mette in ginocchio; ma proprio mentre sta per sferrare il colpo finale, viene trapassato dalle lance di 3 soldati romani venuti in soccorso di Crasso. Vedendolo in punto di morte, Crasso si rammarica con Spartacus del fatto che egli fosse nato trace e non romano, altrimenti l'avrebbe preso volentieri come suo braccio destro, ma Spartacus gli risponde di essere felice poiché il fato gli ha impedito una tale punizione e, osservando per l'ultima volta il laccio, ormai impregnato di sangue, donatogli da Sura, accetta la morte. Intervengono però Agron e Nasir che uccidono i soldati romani e fanno cadere Crasso dal piccolo colle, portando in salvo Spartacus.
Intanto Gannicus, accerchiato dai romani e rimasto uno dei pochi ribelli ancora vivi sul campo di battaglia, viene catturato e condannato alla crocefissione. Così il primo campione di Capua saluta la morte col sorriso, ricordando l'amico Enomao e la gloria conquistata nell'arena. Si scopre inoltre che lungo la via Appia, dove i romani stanno crocifiggendo tutti i ribelli, si trova anche Kore, condannata al medesimo destino in quanto accusata da Crasso di tradimento per essersi unita ai ribelli prima della morte di Tiberio. Proprio mentre Cesare e Crasso si godono la vittoria, arriva Pompeo che informa i due di aver appena sbaragliato l'altro gruppo di ribelli diretto alle montagne e di essersi preso in senato tutta la gloria della vittoria su Spartacus, offrendo a Cesare e Crasso la possibilità di formare un triumvirato. 
Spartacus si risveglia ai piedi delle montagne con Agron, Nasir, Laeta e Sibilla intorno a lui pronti a intraprendere il cammino verso la libertà. Spartacus, però, gravemente ferito, è consapevole di non poter superare le montagne in quello stato e di essere un peso per gli altri e ordina loro di abbandonarlo, ricordando che "Spartacus" non è il suo vero nome e che finalmente potrà risentire pronunciare il suo nome trace dalle labbra della moglie Sura. Così, affermando di essere felice di andarsene da quel mondo da uomo libero, il portatore di pioggia muore tra le lacrime di Agron e Laeta sotto una scrosciante pioggia. Il gruppo di ribelli rimasto, infine, valica le montagne ed esce dalla morsa della Repubblica Romana, dopo aver seppellito Spartacus con lo scudo di Agron (quello con il serpente rosso) che per Spartacus era simbolo di sventura, ma che in verità l'ha portato a reagire durante la sua esecuzione nell'arena tempo addietro, evento che ha dato il via all'ascesa di Spartacus, l'uccisore di Teocoles, destinato a scrivere una pagina importante nella storia e a compiere una grande passo per la libertà di ogni singolo individuo.
- Ascolti USA: telespettatori 1.425.000 – rating 18-49 anni 0,6%[12]